# Rimondeix
Rimondeix korábbi község Franciaország Új-Aquitania régiójában, Creuse megyében. 2016. január 1-jén a korábbi Parsac községgel egyesült, majd avval együtt az azonos nevű Parsac új község része lett.
Lakosainak száma 84 fő (2018. január 1.). Rimondeix Blaudeix, Clugnat, Domeyrot, Parsac-Rimondeix és Parsac községekkel határos.

## Népesség
A település népessége az elmúlt években az alábbi módon változott:
| Lakosok száma | 140  | 118  | 71   | 78   | 73   | 98   | 76   | 74   | 84   | 84   |
|               | 1962 | 1968 | 1982 | 1990 | 1999 | 2008 | 2011 | 2013 | 2017 | 2018 |